# 唐县
唐县是中国河北省保定市的一个县。唐县历史悠久，早在六七千年以前就有人类聚居活动。境内地貌丰富，多山地，海拔在52－1869.8米之间，素有“七山一水二分田”之称，属于温带半干旱、半湿润的大陆性季风气候。唐县毗邻京津，交通便利，物产丰富，资源充足。石灰石、石英石、花岗岩、大理石、金矿、铁矿等矿藏丰富。粮食作物主要有小麦、水稻、玉米、谷子等。縣人民政府駐仁厚鎮光明路5號。

## 历史沿革
唐县古属冀州，为尧帝受封故土，所谓「帝喾氏没，帝尧氏作，始封于唐」。西汉置唐县，属中山郡，后中山郡改为中山国，唐县仍属之。东汉、曹魏、西晋皆因袭之。北齐天保七年（公元556年）省入安喜县。隋开皇六年复置县，属博陵郡。唐宋属定州。金属中山府。元属保定路。明清皆属保定府。今属河北省保定市。

## 行政区划
唐县下辖12个镇、8个乡：
仁厚镇、王京镇、高昌镇、北罗镇、白合镇、军城镇、川里镇、长古城镇、罗庄镇、北店头镇、齐家佐镇、黄石口镇、都亭乡、南店头乡、雹水乡、大洋乡、迷城乡、羊角乡、石门乡和倒马关乡。

## 人口
根據第七次人口普查數據，截至2020年11月1日零時，唐縣常住人口505849人。

## 交通
- 234国道过境。

## 名人
- 李汉
- 宋子贤
- 王鹤寿